# Voglio vivere così (chanson)
Pour les articles homonymes, voir Voglio vivere così.
Voglio vivere così (« Je veux vivre ainsi » en italien) est une chanson italienne composée en 1941 par Giovanni D'Anzi et Tito Manlio et interprétée par  Ferruccio Tagliavini dans le film homonyme de Mario Mattoli sorti en 1942.
Elle est publiée sur le 78 tours Voglio vivere così / Tu non mi lascerai chez Cetra en 1942.

## Reprises
- 1958 : Claudio Villa
- 2016 : Jonas Kaufmann